# Текели Лала Мехмед-паша
Лала Мехмед-паша (тур. Tekeli Lala Mehmed Paşa; ? — 28 ноября 1595) — османский государственный деятель, великий визирь Османской империи в правление султана Мехмеда III (19-28 ноября 1595)

## Биография
Дата его рождения неизвестна. Родился в городе Гельмармара в провинции Маниса, в Западной Анатолии.
В то время как шахзаде Мурад (1546—1595) служил губернатором провинции Маниса, Текели Лала Мехмед-паша поступил к нему на службу в качестве чавуша (сержанта) дивана, благодаря своей способности писать красивые письма. Он стал именоваться «Текели Мехмед чавуш». Когда Мурад III в 1574 году занял султанский престол в Стамбуле, его старший сын, шехзаде Мехмед (1566—1603), в 1583 году был переведен на должность наместника в Манисе. Текели Мехмед-паша стал наставником (лалой) шахзаде. Кроме того, Лала Мехмед-паша женился на Халиме-хатун, дочери кормилицы Мехмеда.
Когда в январе 1595 года шехзаде Мехмед вступил на османский престол под именем Мехмеда III, Лала Мехмед-паша прибыл вместе с ним в Стамбул. 19 ноября того же 1595 года султан Мехмед III назначил своего наставника Лала Мехмед-пашу новым великим визирем Османской империи. Но через девять дней, 28 ноября 1595 года, Текели Лала Мехмед-паша внезапно скончался.